# Natalie Bennett
Natalie Bennett (ur. 10 lutego 1966) – brytyjska dziennikarka i polityk.

## Kariera zawodowa
Urodziła się w Australii w rodzinie robotniczej, wychowywała się na przedmieściach Sydney.
Po studiach w dziedzinie nauk rolnych, studiów azjatyckich i komunikacji masowej pracowała jako dziennikarka m.in. w regionalnych gazetach w Nowej Południowej Walii. Następnie przez pięć lat mieszkała w Tajlandii, gdzie pisała do Bangkok Post i zajmowała się działalnością na rzecz praw kobiet i praw dzieci w Azji południowo-wschodniej i południowej. Jest autorką raportu dla WHO o dostępie kobiet do ochrony zdrowia i dla ILO o zapobieganiu przymusowej pracy dzieci.
W Anglii mieszka od 1999. Pracowała jako dziennikarka w The Times, The Independent oraz The Guardian, gdzie w latach 2007–2012 była redaktorką „Guardian Weekly”.

## Działalność polityczna
Do Partii Zielonych Anglii i Walii wstąpiła 1 stycznia 2006. Kilkakrotnie kandydowała w wyborach samorządowych i parlamentarnych. 3 września 2012 wygrała wybory na liderkę Partii Zielonych Anglii i Walii, pokonując troje innych kandydatów. W swoim przekazie silnie wiąże kwestie ekologiczne ze sprawiedliwością społeczną. Mówi o sobie, że jest „jedyną brytyjską liderką partyjną, która umie strzyc owce”. We wrześniu 2016 roku Bennet przestała być liderką partii.